# 와다미사키선
와다미사키선(일본어: 和田岬線, わだみさきせん)은 일본 효고현 고베시 효고구의 효고역과 와다미사키역 사이를 잇는 서일본 여객철도의 철도 노선으로, 산요 본선의 지선이다. 19세기 후반 고베 지역의 철도 건설에 필요한 자재들이 들어오던 와다미사키 곶과 산요 본선을 잇기 위한 목적으로, 1888년 부설된 이래 화물 노선으로 이용되어 왔다. 이후 철도 차량 수송 이외에는 화물 취급을 하지 않게 되었으며, 통근 시간대에만 여객 열차를 운행하게 되었다. 2001년 7월 1일 전철화가 되기 전까지 줄곧 기동차가 운행되어 왔다.
고베시 당국의 효고 운하 일대 활성화 정책의 하나로, 서일본 여객철도는 빠르면 2012년 이후에 와다미사키 선을 폐선할 것임을 밝혔다. 2001년 개업한 고베 시영 지하철 가이간 선의 와다미사키 역이 없어진 와다미사키 선을 대신하게 된다.

## 운행
열차는 아침과 저녁 시간대에만 운행된다. 평일에는 왕복 17편, 토요일과 공휴일에는 왕복 12편 정도 운행된다. 또한, 인근의 미사키 공원 야구장에서 열리는 특별 경기에 맞추어 임시 열차가 운행되기도 한다. 1인 승무가 이루어지지는 않는다.
차량이 기지로 입고할 때에는 효고 역 와다미사키 선용 승강장과 다카토리 역 사이에 깔린 선로를 이용하는데, 평상시에는 기관사 훈련선로로 이용되는 선로이다. 한편, 아보시 종합 차량소 아카시 지소에서 출고한 뒤에는 니시아카시역에서 일단 오쿠보역 방면으로 간 뒤, 오쿠보 역에서 방향을 돌려 니시아카시 역부터 급행선을 이용해, 다카토리 역에서 반입선으로 들어가게 된다.
가와사키 중공업 효고 공장으로 이어지는 전용선이 있어, 공장에서 만들어진 철도 차량의 수송이 이루어지기도 한다. 단, 전용선은 효고 역이 관리하며 철도 차량의 수송을 담당하는 JR 가모쓰와는 관련이 없다.

## 사용 차량

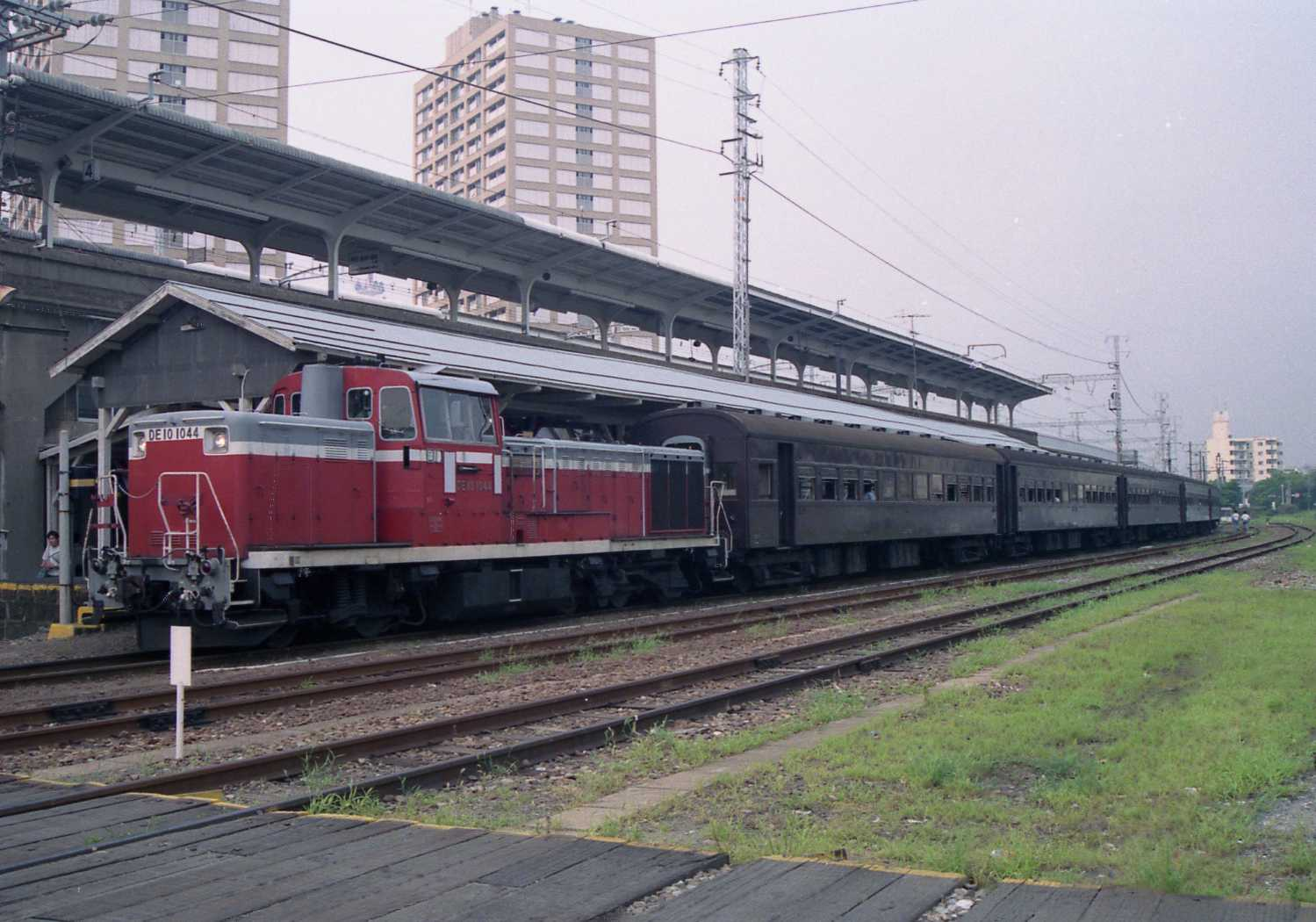
1990년대의 여객열차.

와다미사키 선은 JR이 영업하는 여객 철도 노선 중 마지막까지 기관차와 객차로 편성된 열차가 운행한 노선이다. 2량의 일본국유철도 DE10형 디젤 기관차가 객차의 앞뒤로 연결되어 있는 동력 집중 방식을 기본으로 하기 때문에, 전차대를 이용하여 기관차의 방향을 돌리지 않아도 되었다. 1990년 10월 1일부터 기동차가 운행을 시작하였는데, 이 시기에는 일본국유철도 키하 35계 기동차의 개조 차량이 투입되었다.
2001년 7월 1일 노선이 전철화된 이후에는 아보시 종합 차량소 아카시 품질 관리 센터에 배속된 일본국유철도 103계 전동차 6량 1편성이 운행되고 있다. 단, 열차가 검수를 위해 입고해 있는 동안에는 아카시 품질 관리 센터에 소속된 서일본 여객철도 207계 전동차 1편성이 임시로 들어간다.

## 역사
와다미사키 선은 산요 철도가 효고 역 ~ 히메지역 사이에 노선을 건설하기 위하여, 효고 항에 적재되는 수입 자재를 수송하기 위하여 1888년 부설되었다. 자재 수송이 모두 끝난 1890년 화물 노선으로 전환하여, 1984년까지 고베시조 역 등지로 이어지는 화물 지선 (효고 임항선)이 존재했었다.
1980년까지는 미쓰비시 중공업 공장으로 이어지는 전용선이 있었다. 이 전용선은 고베 시 전차와 마주치는 노선으로, 전찻길이 육교를 통해 전용선 위로 지나가는 형식으로 교차했다. 이 육교는 시영 전차가 없어짐과 동시에 철거되었다.
산노미야 일대와 와다미사키를 바로 연결하는 고베 시영 지하철 가이간 선이 2001년 7월 7일 개업하게 되었을 때, 와다미사키 선의 폐선에 관한 이야기가 주민들 사이에서 돌기 시작했다. 하지만, 서일본 여객철도는 같은 시기에 와다미사키 선을 전철화하여 소문을 무마했다.

## 역 목록
| 역명       | 일어 역명 | 접속 노선              | 역간 거리 | 영업 거리 | 소재지               | 소재지 |
| ---------- | --------- | ---------------------- | --------- | --------- | -------------------- | ------ |
| 효고       | 兵庫      | ■ JR 고베 선           | 0.0       | 0.0       | 효고현 고베시 효고구 |        |
| 와다미사키 | 和田岬    | ■ 고베 지하철 가이간선 | 2.7       | 2.7       | 효고현 고베시 효고구 |        |